# Ак-Баш (Кыргызстан)
Ак-Баш (кирг. Ак-Баш) — село в Сузакском районе Джалал-Абадской области Кыргызстана. Входит в состав Кызыл-Тууского айылного аймака.

## География
Село расположено в юго-восточной части области, на правом берегу реки Кёгарт, на расстоянии приблизительно 11 километров (по прямой) к северо-востоку от села Сузак, административного центра района. Абсолютная высота — 861 метр над уровнем моря.

## Население
Согласно оценочным данным Национального статистического комитета Кыргызской Республики, численность населения села на начало 2023 года составляла 3407 человек.
| год     | 2009 | 2014 | 2015 | 2020 | 2021 | 2023 |
| ------- | ---- | ---- | ---- | ---- | ---- | ---- |
| человек | 2400 | 2525 | 2794 | 3102 | 3186 | 3407 |